# Урстемов, Жакен
Жакен Урстемов (Иристемов) (2 февраля 1908 — 21 июня 1995) — советский шахтёр, начальник участка шахты № 18 треста «Сталинуголь» комбината «Карагандауголь», Герой Социалистического Труда.

## Биография
Родился 2 февраля 1908 года в ауле (ныне — Жанааркинский район Карагандинской области, Казахстан). В два года остался без родителей, воспитывался дядей — сельским учителем.
В 1929 году переехал в Караганду, работал землекопом, каменщиком на каменном карьере. С 1933 года начал работать на шахте № 18 навалоотбойщиком, запальщиком. В 1941 году был назначен десятником.
В период Великой Отечественной войны продолжал работать в шахте. Работал горным мастером, затем помощник начальника участка. В 1943 году был назначен начальником участка шахты № 18. Одним из первых внедрил на участке очистные комбайны: вначале широкозахватные, а затем и узкозахватные, скребковые конвейеры, металлическое крепление. Без отрыва от производства окончил в 1957 году Карагандинский горный техникум. В пятой пятилетке руководимый им коллектив участка добился высоких результатов в соревновании за выпуск продукции высокого качества, экономию сырья, рост производительности труда. Постоянно участвовал в разработке и внедрении передовых методов добычи угля. Особенно успешно работал участок в пятую пятилетку (1951—1955).
Указом Президиума Верховного Совета СССР от 26 апреля 1957 года за выдающиеся успехи, достигнутые в деле развития угольной промышленности в годы пятой пятилетки и в 1956 году, Урстемову Жакену присвоено звание Героя Социалистического Труда с вручением ордена Ленина и Золотой медали «Серп и Молот».
Продолжал работать начальником участка шахты № 18. В 1965 году шахта № 18-«Основная» извлекла свои запасы и была закрыта. Был переведён на шахту имени Костенко. Был назначен начальником добычного участка № 3. Участок неоднократно побеждал в социалистическом соревновании среди добычных участков на шахте и в бассейне.
Избирался депутатом Верховного Совета Казахской ССР VI созыва, членом Президиума Верховного Совета Казахской ССР, депутатом областного и городского советов.
С 1972 года на пенсии. Жил в Караганде.
Умер 21 июня 1995 года.

## Награды
Награждён орденами Ленина (26.04.1957), двумя орденами Трудового Красного Знамени, орденом «Знак Почёта», медалями. Кавалер знака «Шахтерская слава» трёх степеней. Почетный гражданин города Караганды (25.03.1971).
В честь героя в Караганде проводится шахматный турнир на приз его имени.